# Thế hệ Beta
Thế hệ Beta (tiếng Anh: Generation Beta, viết tắt: Gen Beta) là nhóm nhân khẩu học kế tiếp Thế hệ Alpha. Nhà tương lai học và nhân khẩu học Mark McCrindle, người cũng đã đặt tên Thế hệ Alpha, định nghĩa thế hệ này là những người sinh từ năm 2025 đến 2039. Là thế hệ kế thừa thế hệ Alpha, thế hệ này được đặt tên là beta, theo chữ cái thứ hai trong bảng chữ cái Hy Lạp. Theo McCrindle, dự kiến thế hệ này sẽ chiếm 16% dân số thế giới vào năm 2035.
Nhà nghiên cứu thế hệ nhân khẩu học Jason Dorsey nhận định rằng thế hệ Beta sẽ được sinh ra trong một thế giới hậu đại dịch, và họ sẽ học về thời kỳ này qua các bài học lịch sử.

## Thuật ngữ và từ nguyên
Bằng cách sử dụng bảng chữ cái Hy Lạp, tên gọi Thế hệ Beta bắt nguồn từ việc tiếp nối theo quy ước đặt tên các thế hệ theo thứ tự chữ cái, kế tiếp sau Thế hệ Alpha. Pacific Ventury, một nhà tư vấn người Polynésie thuộc Pháp, cho rằng thế hệ Beta có thể được gọi là Những người nhân tạo (Artificials) hay Thế hệ nhân tạo (Artificial Generation), những người mà cuộc sống của họ về cơ bản sẽ phụ thuộc vào trí tuệ nhân tạo.

## Nghiên cứu và suy đoán
Tương tự thế hệ Z và thế hệ Alpha, thế hệ Beta thường sẽ tiếp cận nội dung trên các nền tảng mạng xã hội. Tuy nhiên, các chuyên gia cho rằng các bậc cha mẹ thuộc thế hệ Z có thể bảo vệ con cái của họ khỏi việc tiếp xúc liên tục với Internet. Thế hệ Beta sẽ trưởng thành trong một thời đại được định hình bởi sự tiến bộ công nghệ nhanh chóng. Khác với các thế hệ trước, họ không chỉ thích nghi với công nghệ mà còn hòa mình vào đó ngay từ lúc sinh ra. Nhà thông minh, các công cụ được hỗ trợ bởi trí tuệ nhân tạo, và thực tế ảo có thể trở thành những yếu tố quan trọng trong cuộc sống thường ngày của họ.